# Barracão (Paraná)
Barracão es una ciudad del sudoeste del estado de Paraná conurbada con la ciudad de Dionísio Cerqueira (Santa Catarina), y Bernardo de Irigoyen (Argentina), con las cuales forma una triple frontera (Argentina, Santa Catarina y Paraná). 

## Geografía
En 2005 tenía una población estimada de 9021 habitantes; pero junto con las otras dos poblaciones fronterizas puede considerarse como un núcleo urbano de aproximadamente 35 mil habitantes. La ciudad se localiza sobre un macizo a 820 m de altitud.